# Russ Freeman (guitariste)
Pour les articles homonymes, voir Russ Freeman.
Russ Freeman est un guitariste américain né à Galveston (Texas) le 11 février 1960.
Il est membre du groupe de jazz The Rippingtons.